# Kiritimatiellae
Kiritimatiellae es una clase de bacterias gramnegativas quimioheterótrofas que filogenéticamente pertenecen al filo Verrucomicrobiota.

## Descripción y metabolismo
Los miembros de esta clase recientemente reconocida están muy extendidos y son ecológicamente importantes en varios ambientes anóxicos que van desde sedimentos hipersalinos hasta aguas residuales. Los rasgos fenotípicos característicos incluyen la formación de sustancias poliméricas extracelulares y la ausencia de ácidos grasos celulares impares. Las características metabólicas inusuales detestadas en dl análisis de la secuenciación del genoma fueron la producción de sacarosa como osmoprotector, una vía glicolítica atípica que carece de piruvato quinasa y la síntesis de isoprenoides a través del mevalonato. Sobre la base de los análisis de datos fenotípicos, genómicos y ambientales, se descubrió que las bacterias de este filo se adaptan específicamente a la utilización de glicopolímeros sulfatados producidos en esterillas microbianas o biopelículas.
Las células son cocoides con un diámetro de 1 a 2 μm. Pueden formar agregados celulares con un tamaño de hasta 100 µm. Las condiciones óptimas para el crecimiento son 28 °C. No forman esporas, ácidos grasos celulares impares, lipoquinonas respiratorias o citocromos. El metabolismo es anaeróbico. Pueden tener la capacidad de fermentar azúcares en ciertas condiciones. El cromosoma es circular con una longitud de 2949 723 pb que contiene genes especializados en la degradación de polisacáridos y glicopolímeros recalcitrantes, lo que indica que las bacterias de este filo son quimioheterótrofas.